# Dicranostyles densa
Dicranostyles densa är en vindeväxtart som beskrevs av Richard Spruce och Carl Daniel Friedrich Meisner. Dicranostyles densa ingår i släktet Dicranostyles och familjen vindeväxter. Inga underarter finns listade i Catalogue of Life.